# Felicjan Feliks Pancer

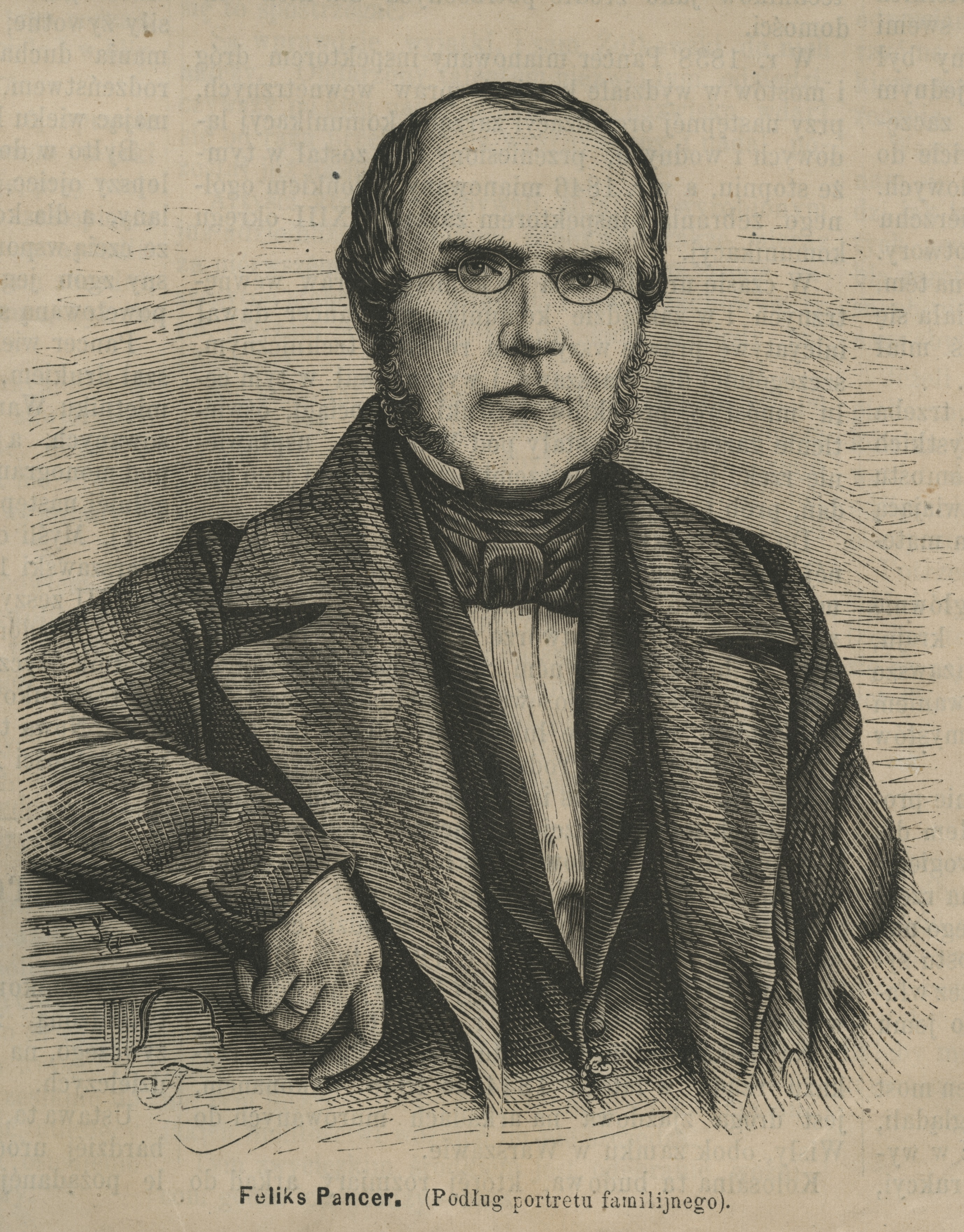
Feliks Pancer

Felicjan Feliks (Ljudowik Woizechowitsch) Pancer (russisch Фелициан Феликс (Людовик Войцехович) Панцер; * 28. Mai 1798 im Dorf Bodzechów, Gmina Bodzechów; † 4. Märzjul. / 16. März 1851greg. in Warschau) war ein österreichisch-polnisch-russischer Brücken-Bauingenieur und Hochschullehrer.

## Leben
Pancer stammte aus einer Szlachta-Familie. Den Schulbesuch in Krakau schloss er 1815 mit Auszeichnung ab und studierte an der Universität Krakau in der Philosophischen Fakultät. Mit einem ausgezeichneten Abschlussdiplom trat er 1818 in das Ingenieurkorps der ehemals polnischen Armee ein.
Mit anderen vermaß er im Regierungsauftrag die Stadt Warschau und deren Umgebung. Aufgrund der Qualität seiner Arbeit wurde er 1820 zum Podporutschik befördert. Eines seiner herausragenden Projekte war die Einfeld-Eisenbahnbrücke über die Weichsel bei Warschau, die er 1830 in einer Broschüre in polnischer Sprache detailliert beschrieb. Als Kaiser Alexander I. die Befestigungen von Zamość inspizierte, ernannte er Pancer zum Porutschik.
1825 erhielt Pancer den Auftrag für die Projektierung und den Bau einer Holz-Zugbrücke über den Narew bei den Befestigungen von Krylow, die die Schifffahrt nicht behindern durfte. Durch die von Pancer entwickelten mechanisierten Baumaßnahmen wurde die Brücke bereits 1826 fertiggestellt.
Ab Januar 1827 lehrte Pancer als Professor Verkehrswesen und Wasserbau an der Militärvorbereitungshochschule. Für seine Studenten verfasste er schriftliche Anleitungen.
Pancer verließ 1830 den Militärdienst und wurde Mitglied der Kommission für Finanzen und Kassenwesen, wo er im Auftrag des Ministers viele Projekte für technische Verbesserungen in den der Kommission unterstellten Bergwerken erstellte. Im Mai 1832 trat er als Ingenieur-Referent in die Regierungskommission für innere Angelegenheiten ein und wurde im November 1832 Mitglied des Baurats des Königreichs Polen. Daneben hielt er Vorlesungen über Baumechanik in den neuen Vorbereitungskursen für technische Berufe. 1838 wurde er zum Verkehrsinspektor ernannt mit Bestätigung 1841.
In dieser Zeit baute Pancer eine Holz-Hängebrücke über den Wieprz bei der Festung Iwangorod mit der erheblich größeren Einfeld-Spannweite von 36,5 Saschen im Vergleich zu den bisher üblichen 25 Saschen.

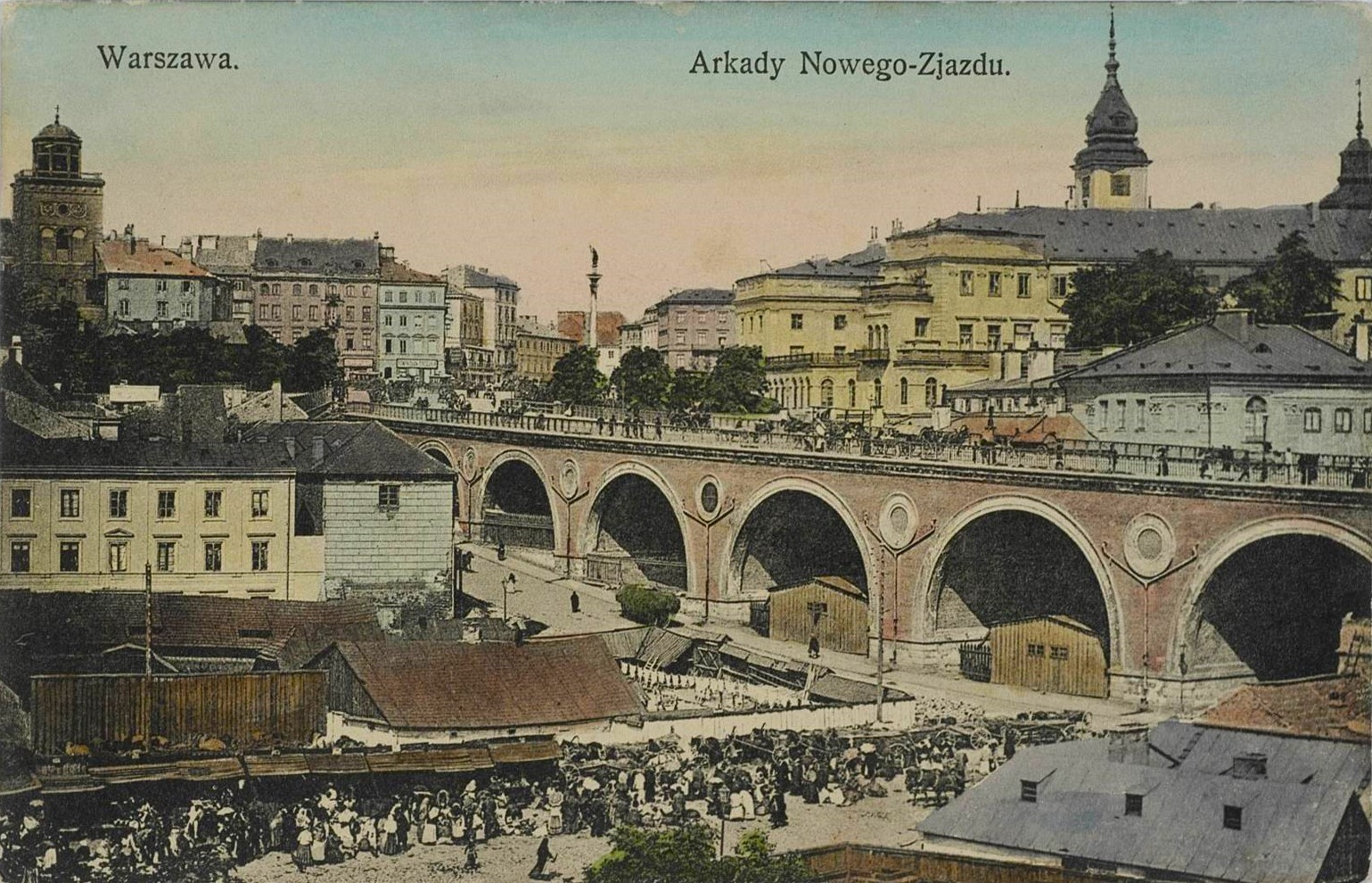
Pancers Viadukt

Bei der Umbildung der Verkehrsverwaltung im Königreich Polen 1842 wurde Pancer ihr Mitglied. 1847 wurde er Inspektor des XIII. Verkehrsbezirks (Warschau). Er baute Brücken, befestigte das Weichselufer von Warschau bis Krylow, verbesserte die Schifffahrt und ergriff Maßhahmen gegen die Überschwemmungen. Pancers bekanntestes Bauwerk war der Viadukt in Warschau, der 1844–1846 gebaut und 1944 nach dem Warschauer Aufstand von der Wehrmacht gesprengt wurde. Er entwickelte zwei Projekte für die Wasserversorgung Warschaus und eine ständige Brücke über die Weichsel in Warschau. Beide Projekte wurden der Regierung zur Genehmigung vorgelegt, aber nicht realisiert. Auch beteiligte er sich an ausländischen Ausschreibungswettbewerben. Sein Projekt für eine Rhein-Brücke in Köln erhielt keinen Preis.
Pancer war seit 1826 mit Julia geborene Waligórska verheiratet. Ihre Töchter Felicja (1832–1860) und Emilia (1827–1885) waren Literatinnen und nacheinander die Ehefrauen des Dichters Gustav Ehrenberg.

## Ehrungen, Preise
- Russischer Orden der Heiligen Anna III. Klasse (1829)[1]
- Orden des Heiligen Wladimir IV. Klasse[1]